# غورغيتا غابور
غورغيتا غابور (بالرومانية: Georgeta Gabor)‏ هي لاعبة جمباز فني رومانية، ولدت في 10 يناير 1962 في Onești ‏ في رومانيا.

## وصلات خارجية
- غورغيتا غابور على موقع أوليمبيديا (الإنجليزية)
- غورغيتا غابور على موقع اللجنة الأولمبية الرومانية (الرومانية)